# O Grande Salvador
O Grande Salvador é o sétimo álbum de estúdio de Alice Maciel, gravado de forma independente e distribuído pela CPAD Music, sob o selo Patmos Music. A faixa-título foi lançada como single na rádio CPAD Fm em João Pessoa, PB. Mantém o mesmo estilo da qual ficou conhecida nos álbuns anteriores.
Em agosto de 2012, recebeu o disco de ouro pela própria gravadora em um evento da CGADB.

## Faixas
1 - O Grande Salvador - Letra e música: Wanderley de Souza
2 - Vai abalar - Letra e música: Pr. João Aguiar
3 - Mulheres de Fé - Letra e música: Alice Maciel
4 - Deus vai pelejar - Letra e música: Alice Maciel
5 - Vou adorar - Letra e música: Alice Maciel
6 - Povo diferente - Letra e música: Cláudio Louvor
7 - Toda honra - Letra e música: Alice Maciel
8 - Quem me dá vitória é Deus - Letra e música: Alice Maciel
9 - Anjos, fogo e glória - Letra e música: Ivonaldo Albuquerque
10 - O que Deus tem pra ti - Letra e música: Alice Maciel
11 - Tú és o mesmo - Letra e música: Oscar Silva
12 - Jesus é o forte - Letra e música: Alice Maciel
13 - Pra te adorar - Letra e mésica: Ricardo Machado/Ademir Gomes
14 - Brados de glória - Letra e música: Ivonaldo Albuquerque
15 - É de Deus - Letra e música: Eliã Oliveira